# Воловец (гмина Сенкова)
Воло́вец (пол. Wołowiec, русин. Воловец) — село в Польше, находится на территории гмины Сенкова Горлицкого повета Малопольского воеводства.

## География
Село располагается вблизи от польско-словацкой границы. Находится в 15 км от Сенковы, в 20 км от Горлице и в 119 км от Кракова.

## История
Первое упоминание о селе датируется 1581 годом. В 1787 году в нём проживало 595 лемков и 11 евреев. В XVIII веке в селе была построена грекокатолическая церковь Покрова Пресвятой Богородицы. В конце XIX века в селе проживало 882 человека.
В 1915 году во время Первой мировой войны в селе квартировали российские войска.
В 1927 году во время Тылявского раскола часть жителей села перешло в православие. В 1938 году православные начали строительство собственной церкви, которая была разрушена в 1955 году.
Летом 1945 года большинство жителей села перебралось в СССР в окрестности Львова и Тернополя. В Воловце осталось только 14 семей, которые в 1946 году были переселены во время операции «Висла» на западные территории Польши. В 1958 году в Воловец возвратилось 8 семей лемков.

## Достопримечательности
- Церковь Покрова Пресвятой Богородицы — православная церковь, памятник архитектуры.
- Село находится на туристическом маршруте.

## Известные жители и уроженцы
- В селе проживает польский писатель Анджей Стасюк.

## Источник
- Wapienne, Słownik geograficzny Królestwa Polskiego i innych krajów słowiańskich, Tom III, 1880.